# Mulheres Machonas Armadas até os Dentes
Mulheres Machonas Armadas até os Dentes (Macho Women with Guns, no original) é um RPG de mesa do gênero comédia criado originalmente por Greg Porter e publicado pela Blacksburg Tactical Research Center (BTRC). Embora seja nominalmente um jogo de ficção científica, ele parodia filmes de ação, a forma como “personagens femininas fortes” são retratadas nesses filmes e os clichês dos jogos de RPG com muita violência.. Foi há muito traduzido para o português brasileiro, presente no mercado brasileiro desde o início do "boom" dos jogos de RPG na década de 1990. No Brasil, o jogo foi publicado pela editora Devir em 1994.

## Ambientação
Mulheres Machonas Armadas até os Dentes se passa em uma América de um futuro próximo, onde a sociedade colapsou devido às más ações do governo Reagan. Aproveitando-se do caos na Terra, Satã envia suas servas feminina as Panteras Infernais com Asas de Morcego para reconstruir a sociedade à sua maneira. O Vaticano responde aos planos de Satã enviando seu grupo de elite de freiras guerreiras, as Irmãs de Nossa Senhora da Harley-Davidson, para combater as bimbas.
Esses dois grupos de mulheres competem (às vezes violentamente) para reconstruir a civilização enfrentando ameaças pós-apocalípticas e o machismo.
As distorções dimensionais causadas pelo conflito abriram conexões com uma série de universos paralelos, cada um representando um gênero diferente, como fantasia, horror lovecraftiano ou ficção científica. Esses universos, junto com a Terra, compõem o cenário de campanha conhecido como Machoverso.
Os personagens jogadores em Mulheres Machonas Armadas até os Dentes são mulheres voluptuosas com gosto por roupas reveladoras, que enfrentam ameaças sobrenaturais como os Filhotes de Tíndalos (uma paródia dos Cães de Tíndalos), representações satíricas do machismo como os Frat Boys Bêbados, e ocasionalmente umas às outras. Os oponentes que não são mulheres são geralmente chamados de criaturas (critters).

## Sistema
A criação de personagens usa um sistema de pontos. Cada personagem começa com 75 pontos para distribuir entre atributos e habilidades. Os cinco atributos (força, destreza, macheza, visual, vitalidade; notavelmente, não existe um atributo de Inteligência) são classificados em uma escala aberta, com um valor inicial mínimo de oito.
As habilidades são classificadas pelo bônus que oferecem em testes, como “+1”, “+2”, etc.
O jogo utiliza três dados de seis lados (3d6) para todas as resoluções de tarefa, incluindo combate. A chance base de sucesso em uma ação depende do valor do atributo relevante (geralmente força ou destreza), ajustado por modificadores determinados pelo mestre do jogo. O jogador então rola 3d6 — se o resultado for menor ou igual ao valor ajustado, a ação tem sucesso. Embora a maioria dos testes use d6, dados de quatro lados (d4) ou três lados (d3) podem ser necessários em alguns casos.
Uma mecânica característica do jogo é o ataque de machza, que permite que uma personagem intimide os inimigos com uma demonstração de carisma bruto, realizando um teste contra o atributo macheza. O oponente também rola contra seu valor de macheza(com modificadores baseados na rolagem da personagem). Um inimigo que falha fica atordoado temporariamente e não pode agir.

## Histórico
Macho Women with Guns original foi criado em 1988 por Greg Porter, proprietário da BTRC, em um período de menos de duas semanas. O livreto de 12 páginas foi publicado em agosto daquele ano e se tornou o produto mais popular da BTRC, vendendo 10.000 cópias.
No ano seguinte, a BTRC lançou dois suplementos escritos por Porter. O primeiro, Batwinged Bimbos From Hell (ISBN 0-943891-08-6), introduziu detalhes centrais do Machoverso, além de regras para movimentação aérea. O segundo suplemento, Renegade Nuns on Wheels (ISBN 0-943891-07-8), trouxe mais informações sobre o cenário de campanha e regras para veículos terrestres. Especialmente no sistema de dano veicular, satiriza o estilo de fluxogramas do jogo Renegade Legion: Interceptor.
A BTRC também publicou uma versão levemente revisada do livreto original (ISBN 0-943891-06-X), que incluía referências cruzadas aos novos suplementos. Embora a contracapa desta edição revista a identifique como “Segunda Edição, maio de 1989”, não houve mudanças significativas nas regras. (Poucos jogadores consideram essa versão como uma edição separada.) A coletânea de aventuras de Porter, The Final Chapter (Part One) (ISBN 0-943891-12-4), foi publicada em 1990.
Em 1991, a editora finlandesa Game House lançou uma tradução chamada Aseistetut machonaiset.
Em 1994, a BTRC publicou um livro de 70 páginas em formato brochura intitulado Macho Women with Guns (2ª edição) (ISBN 0-943891-27-2), que combinava e expandia o material dos quatro livros anteriores. Ele foi complementado por uma coletânea de aventuras lançada em 1995, chamada More Excuses to Kill Things (ISBN 0-943891-31-0).
A BTRC não lançou mais material novo desde 1994, mas oito outras editoras publicaram produtos licenciados a partir desse conteúdo.

### Publicações Internacionais
As primeiras obras licenciadas foram traduções para mercados internacionais, algumas das quais adicionaram conteúdo inédito. Em 1992, a editora italiana Granata Press publicou Maschiacce armate pesantemente [“Maria Machona Armadas Pesadamente”], e os suplementos SuoCeR – Suore Centaure Rinnegate e PAPI – Pupe con Ali di Pipistrello dall'Inferno, na revista de RPGs Kaos, com ilustrações inéditas de Giuseppe Palumbo e Romeo Gallo. Em 1995, a Nexus Editrice reuniu esse material em um livro, com uma aventura extra (ISBN 88-86149-08-5). Em 1996, a Qualitygame lançou uma edição de bolso contendo apenas o livro de regras original.
Em 1994, a editora brasileira Devir Livraria Limitada publicou a tradução sob o título Mulheres Machonas Armadas até os Dentes, incluindo suplementos, tendo até mesmo um criado no Brasil: como o Mulheres Machonas no Planeta dos Macacos, escrito por Artur Vecchi, capa e artes de Lourenço Mutarelli.
A editora alemã Spielzeit lançou uma tradução de 84 páginas com o título Macho Weiber Mit Dicken Kanonen [“Machonas com Armas Grossas”].
Em agosto de 1998, a Archangel Entertainment lançou Fun Guys from Yuggoth: The Macho Women Card Game (um trocadilho com The Fungi from Yuggoth, de Lovecraft), além de sua expansão: A Fistful of Cardboard.
Duas empresas criaram miniaturas licenciadas para o jogo. A Simtac LLC produziu miniaturas de metal. Em 2001, a Cumberland Games começou a distribuir uma fonte TrueType que permite imprimir figuras de papel para uso no jogo.
Em 2002, a editora francesa Le Septième Cercle publicou uma versão de 112 páginas em francês, mantendo o título original em inglês.
Em agosto de 2003, a Mongoose Publishing produziu uma versão adaptada ao sistema d20, escrita por James Desborough e Nathan Webb (ISBN 1-904577-33-4). Três suplementos digitais foram lançados para essa versão:
- Macho Women with Guns – Diet Edition
- Adolf Hitler – Porn Star
- The Sex Presidents

## Suplementos
- Freiras Renegadas e suas Máquinas Maravilhosas[13]
- Panteras Infernais com Asas de Morcego[13]
- Mulheres Machonas no Planeta dos Macacos[13]

## Recepção
No seu livro de 1990, The Complete Guide to Role-Playing Games, o crítico de jogos Rick Swan chamou o jogo de “um jogo que você nunca vai jogar com sua avó.” Swan gostou do título e comentou: “Embora tenha menos de dez páginas de regras, Mulheres Machonas Armadas até os Dentes é um joguinho bem afiado, com regras de combate breves, mas adequadas.” Swan concluiu atribuindo ao jogo uma boa nota, 3 de 4, dizendo: “O jogo caminha numa linha tênue entre a sátira e o sexismo adolescente... mas, no geral, Mulheres Machonas Armadas até os Dentes é tão bem-humorado que suas falhas são fáceis de perdoar.”
Matthew Lane resenhou a terceira edição de Mulheres Machonas Armadas até os Dentes na revista White Wolf Inphobia nº 52 (fevereiro de 1995), dando nota 4 de 5, e afirmou: “O jogo vale cada centavo. Não só é ótimo para liberar as frustrações do dia a dia, mas onde mais você consegue gostosas e armas por esse preço?”
Na edição nº 87 da revista francesa Casus Belli, Tristan Lhomme resenhou a tradução francesa e reclamou que o humor nem sempre foi preservado, dizendo que “o livreto está cheio de trocadilhos confusos e difíceis de traduzir.” No entanto, Lhomme gostou do jogo e comentou: “Conseguir enlouquecer por cerca de sessenta páginas e ainda assim escrever um RPG jogável é realmente uma façanha... e [o designer] Porter conseguiu isso perfeitamente. Mulheres Machonas Armadas até os Dentes é, sem dúvida, o único concorrente sério de Toon, embora numa categoria um pouco mais especializada.”
A revista francesa Backstab também avaliou a tradução e comentou: “Pessoalmente, eu adorei: se você já era fã, vai gostar de lê-lo em francês; se está chegando agora, terá uma bela surpresa.” O revisor concluiu: “Em resumo, horas de gargalhadas. Leia, jogue e convença seus jogadores a tentar essa experiência! ... Você sabe o que tem que fazer, macho decadente.”

### Outras formas de reconhecimento
Um exemplar de Macho Women with Guns faz parte do acervo do Strong National Museum of Play (objeto nº 110.3191).